# Heinz Fromm
Heinz Fromm (* 10. Juli 1948 in Frieda) ist ein deutscher Jurist und war Staatssekretär des Hessischen Innenministeriums und Direktor des Landesamtes für Verfassungsschutz Hessen. Von 1. Juli 2000 bis zum 31. Juli 2012 war Fromm Präsident des Bundesamts für Verfassungsschutz.

## Leben und Beruf
Nach einem Studium der Rechtswissenschaft an der Justus-Liebig-Universität Gießen, das er 1975 nach einem Referendariat am Landgericht Kassel mit dem zweiten juristischen Staatsexamen abschloss, trat Fromm 1979 als Beamter des Höheren Dienstes in die Justizverwaltung des Landes Hessen ein. Von 1991 bis 1993 war er Direktor des Landesamtes für Verfassungsschutz Hessen. Anschließend war er Staatssekretär im Hessischen Innenministerium, als der er die Fernmeldeverkehr-Überwachungs-Verordnung, den Vorgänger der Telekommunikations-Überwachungsverordnung, initiierte. Von 1999 bis 2000 leitete Fromm die Justizvollzugsanstalt Kassel I. Er ist Mitglied der SPD.

### Präsident des Bundesamts für Verfassungsschutz
Am 1. Juli 2000 wurde Fromm Präsident des Bundesamts für Verfassungsschutz unter dem damaligen Bundesinnenminister Otto Schily (SPD). 2006 wandte er sich gegen die Fusion der Abteilungen zur Beobachtung des Links- und Rechtsextremismus durch den damaligen Bundesinnenminister Wolfgang Schäuble (CDU) und nannte sie eine „Vernachlässigung“ der Schwerpunktaufgabe Rechtsextremismus. Erst nachdem 2011 die rechtsextreme Terrorgruppe Nationalsozialistischer Untergrund (NSU) enttarnt worden war, wurden die Zuständigkeiten für politischen Extremismus wieder getrennt.
Fromm bat am 2. Juli 2012 um seine Versetzung in den einstweiligen Ruhestand zum 31. Juli 2012. Bundesinnenminister Hans-Peter Friedrich (CSU) nahm das Gesuch an. Fromms Gesuch stand im Zusammenhang mit der Rolle des Bundesamts für Verfassungsschutz während des langjährig unerkannten Bestehens des NSU trotz einer Reihe von V-Personen in deren engstem Umfeld, die unter anderem durch das Bundesamt geführt worden waren. Durch die Arbeit des ersten NSU-Untersuchungsausschusses des Bundestages war zuvor bekannt geworden, dass ein Referatsleiter des Bundesamts ab dem 11. November 2011, also wenige Tage nach Aufdeckung des NSU, Akten zu V-Personen im NSU-Umfeld hatte vernichten lassen (siehe den Abschnitt zu Aktenvernichtungen im Hauptartikel). Vor dem NSU-Ausschuss des Bundestages konstatierte Fromm deshalb einen „schwerwiegenden Verfall für das Ansehen des BfV, dessen Folgen für die Funktionsfähigkeit des Amtes nicht vorhersehbar“ seien. Er sei von seinen eigenen Mitarbeitern „hinters Licht geführt worden“ und schloss nicht aus, dass der Referatsleiter etwas vertuschen wollte. Fromms Rückzug war der Beginn einer Reihe von personellen Konsequenzen an der Spitze verschiedener Verfassungsschutz-Ämter wegen des NSU-Skandals (siehe den Abschnitt im Hauptartikel).

### Anschließende Tätigkeiten
Von 2015 bis 2021 war Fromm Beisitzer im Vorstand des Volksbundes Deutsche Kriegsgräberfürsorge.
Im Oktober 2016 wurde Fromm von der Sächsischen Staatsregierung in die Expertenkommission „Polizeiliche Ermittlungsarbeit und Strafvollzug bei terroristischen Selbstmordattentätern am Fall Albakr“ unter Leitung des ehemaligen Verfassungsrichters Herbert Landau berufen. Diese wurde eingesetzt, um den gesamten Vorgang von der Identifizierung über den missglückten Zugriff bis zum Suizid des Terrorverdächtigen Jaber Albakr am 12. Oktober in einer Zelle in der Justizvollzugsanstalt Leipzig aufzuklären. Nach drei Monaten Arbeit, zahlreichen Ortsbesichtigungen und knapp 100 Anhörungen von Behördenmitarbeitern des Bundes und des Freistaates übergab die vierköpfige Kommission am 24. Januar 2017 in Dresden ihren Abschlussbericht, in dem sie eine „Kultur der Unzuständigkeit“ ausmachte sowie zahlreiche Fehlentscheidungen und Regelverletzungen durch Behörden auf Bundes- und Landesebene kritisierte.